# Гладий, Михаил Васильевич
Михаи́л Васи́льевич Глади́й (укр. Михайло Васильович Гладій; род. 6 ноября 1952, Стрелков, Львовская область, УССР) — украинский политик; народный депутат Украины 4 и 5 созывов. Министр АПК и вице-премьер-министр Украины по вопросам АПК в правительстве Виктора Ющенко и Валерия Пустовойтенко (1999—2001). Председатель Львовской областной государственной администрации (1997—1999, 2001—2002). Председатель Аграрной партии Украины (1999—2003). Доктор экономических наук (1998), профессор, академик НААН (2002), вице-президент НААН. Награжден орденом «За заслуги» 3-го (1998) и 2-го (2001) степеней. Заслуженный работник сельского хозяйства Украины (2006).

## Биография
В 1975 году окончил обучение в Омском ветеринарном институте.
Работал в колхозах Новосибирской и Львовской областей. В 1990—2002 годах (с перерывами) — на руководящих должностях Стрыйского райсовета и Львовского областного совета и государственной администрации: в 1997—1999, 2001—2002 годах — председатель облгосадминистрации. В 1996—1997 годах — зав. отдела по вопросам АПК и продовольствия КМУ; 1999—2001 — вице-премьер-министр Украины по вопросам АПК; 1999—2000 — министр АПК.
Дважды народный депутат Украины. Был заместителем председателя Комитета по вопросам аграрной политики и земельных отношений, членом постоянной делегации ВР в ПАСЕ. С 2005 — член депутатской фракции «Блок Юлии Тимошенко».
В 1998 году защитил докторскую диссертацию. Научный интерес связан с реформированием аграрного сектора экономики. В 1999 году избран членом-корреспондентом НААН. С 2002 года работает в отделении аграрной экономики и земельных отношений Национальной академии аграрных наук. В 2002 году избран действительным членом (академиком) НААН.
С 2007 года — главный научный сотрудник отдела ценообразования и конъюнктуры Института аграрной экономики НААН.
С 2009 года — начальник Юго-западной региональной службы государственного ветеринарно-санитарного контроля.
Ныне — член Президии НААН, вице-президент.

## Избранные труды
Автор и соавтор более 200 научных работ, среди которых:
- Аграрная реформа на Львовщине: документы и материалы (1990—1994) / под ред. М. В. Гладия. — Л., 1994. — 160 с.
- Сельское расселение в условиях трансформации форм собственности / М. В. Гладий, Лесечко М. Д. Лесечко. — Львов, 1998. — 205 с.
- Использование производственно-ресурсного потенциала аграрного сектора экономики Украины (вопросы теории, методологии и практики): монография / М. В. Гладий; Национальная акад. наук Украины, Ин-т региональных исследований. — Львов, 1998. — 296 с
- Региональный менеджмент и мониторинг / М. Гладий, М. Нижний, С. Писаренко, М. Янкив. — Ужгород, 1998. — 68 с.
- Развитие мясного подкомплекса Украины / М. В. Гладий, П. Т. Саблук, Н. Конечностей и др.; под ред. М. В. Гладия. — К.: ННЦ «Институт аграрной экономики», 2012. — 354 с.

## Награды и звания
- Орден «За заслуги» 2-й степени (2001);
- Орден «За заслуги» 3-й степени (1998);
- Офицер ордена Великого князя Литовского Гядиминаса (4 ноября 1998, Литва)[11];
- Командорский крест ордена Святого Григория Великого (2001, Ватикан)[12];
- Орден Дружбы народов (14 ноября 1989);
- Заслуженный работник сельского хозяйства Украины (2006);
- Орден Святого Равноапостольного князя Владимира Великого 2-й степени УПЦ КП (1999);
- Почётная грамота Кабинета Министров Украины (2002);
- Почётная грамота Верховной Рады Украины (2003);
- Почётный президент Национальной сельской палаты Украины (2006).